# 해시태그 운동

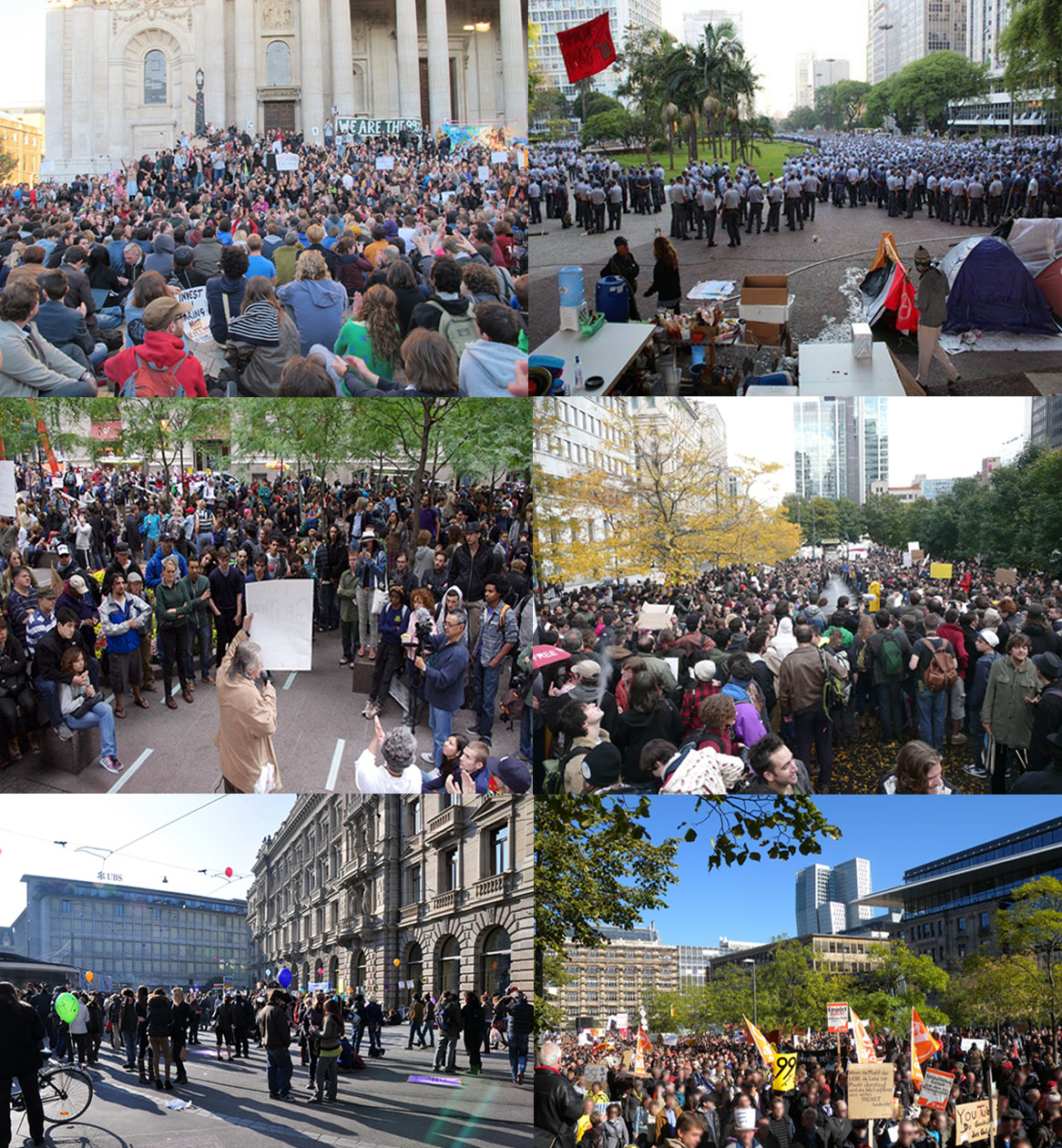
월 가를 점거하라의 시위는 온라인 SNS의 해시태그 #occupywallstreet로부터 시작되었다.

해시태그 운동(영어: Hashtag activism, 해시태그 활동주의)는 단순히 홍보 수단이나 가벼운 주제를 묶어 보여주는 역할에서 확대되어 정치·사회 이슈를 만들어내는 해시태그의 사회운동 역할을 말한다. 초기엔 놀이문화로만 이용되던 해시태그가 일종의 콘텐츠를 생산하는 역할을 맡았고, 사회운동 역할로 확장된 것이다. 해시태그를 중심으로 한 시민들의 용기 있는 고백이 모이고 모여 변화의 물꼬를 텄으며, 이게 오프라인으로 결집이 이어지면서 '집단 지성'으로써 힘을 증명한 것이다. 언론에 의해 형성된 여론 아니라 소셜 네트워크 서비스에 의해 시민들 스스로가 주도하는 여론이다.

## 사례

### #occupywallstreet
대표적으로는 2011년 세계의 금융 시장의 핵심인 월 가에 대한 항의의 의미로 시작된 '#occupywallstreet'(월 가를 점거하라)가 있다. 이 시위를 기획한 캐나다의 온라인잡지 <애드버스터>가 7월 13일 발표한 첫 성명서의 제목부터' #occupywallstreet'였다. 본래 수만 명을 목표로 했으나 9월 17일 시위 당일 1,000여 명이 모이는 데 그쳤다. 그러나 9월 24일 이들에 대한 미국 경찰의 강제진압 사실이 알려졌고 시위에 대한 공감대가 확산되는 계기가 된다. 점차 참여 인원이 늘어 시위가 커졌으며, 세계 각국에서도 시위가 열리게 된다. 미국 뉴욕 시립 대학교 언론학과 교수인 '제프 자비스'는 자신의 블로그에서 월가 점령 시위를 이렇게 규정했다. “해시태그는 주인도, 계급도, 규율이나 신념도 없다. 이것은 누군가가 좌절, 불평, 요구, 소원 등으로 채워 나가야 하는 빈 공간이다”. 타임지는 이 시위를 아랍의 봄과 함께 '시위자'로 명명해 '2011년 타임 올해의 인물'로 선정했다.

### #MeToo
2018년에 미투 운동에서 #MeToo나 #WithYou라는 해시태그가 등장하여 화제가 되었고, 해시태그를 통해 쉬쉬해 오던 고질적인 병폐에 대한 실질적인 대책이 마련되는 사례가 등장하는 등 해시태그의 열기는 식을 줄 모르고 있다.

### 그 외
'2015년 11월 파리 테러' 직후 해시태그 '#prayforparis' (파리를 위한 기도)를 붙여서 세계 각국의 소셜 네트워크 서비스 이용자 들이 해당 사건의 피해자들을 애도한 일이 있었다. 2017년에는 해시태그 '#MeToo' (나도 당했다)를 달아 하비 와인스타인의 성폭력 및 성희롱 행위를 비판한 것을 시작으로, 나아가 전 세계에서 여성들이 성폭력 경험을 숨기지 않고 용기 있게 고발하는 켐페인으로 확장하기도 했다. 타임지는 캠페인에 참여해 성희롱, 성추행, 성폭행 피해 경험을 알린 여성들을 '침묵을 깬 사람들(The Silence Breakers)'로 명명하여 이들을 '2017년 타임 올해의 인물'로 선정했다. 2020년에는 홍콩, 타이완, 태국의 네티즌들이 SNS에서 등장하는 중국의 인터넷 트롤, 민족주의 성향을 드러내는 중국의 네티즌들에 대한 존재감의 증가에 대응하기 위해 온라인 민주주의 연대 운동인 밀크티 동맹을 결성하고 #MilkTeaAlliance 해시태그 운동을 전개했다.
대한민국에서는 2016년 박근혜-최순실 게이트에서 비롯된 '#그런데_최순실은?'이 대표적이다. 국정 농단의 주요 인물들에 대한 관심의 끈을 놓지 말자는 뜻에서 이뤄진 시도가 일종의 놀이처럼 SNS상에서 순식간에 퍼져갔고, 결국 오프라인 운동인 '박근혜 대통령 퇴진 운동'으로 이어지게 된다. 또 2015년 '#나는 페미니스트입니다' 해시태그는 특정 주제에 대한 문턱을 낮추는 역할을 한 사례로 간주된다.
2020년 3월에는 대한민국에서 텔레그램을 이용하여 미성년자 등을 협박하여 성착취물을 찍게 하고 이를 유포한 디지털 성범죄, 성 착취 사건인 n번방 사건을 계기로 대한민국의 네티즌들이 SNS를 통한 국제적 연대를 위한 차원에서 '#NthRoomCase', '#n번방_박사_포토라인', '#n번방_텔레그램_탈퇴총공' 등의 릴레이 해시태그 운동을 전개했다.
2020년 7월에는 MBC 《탐사기획 스트레이트》가 문재인 정부의 부동산 정책을 비판했던 주호영 미래통합당 의원이 2014년에 국회에서 통과된 《부동산 3법》에 찬성표를 던지면서 부동산 시세차익 23억원을 챙겼다는 사실을 지적하면서 대한민국의 인터넷에서는 '#주호영23억' 해시태그 운동이 전개되었다. 2020년 8월에는 전광훈 사랑제일교회 목사가 주도한 8·15 광화문 광장 집회를 계기로 대한민국의 코로나19 범유행이 급속도로 확산되면서 더불어민주당 지지 진영이 '#미통당도_공범이다" 해시태그 운동을 전개했다.

## 같이 보기
- 미투 운동
- 그런데 최순실은?
- 아이스버킷챌린지